# Katarzyna Suchara
Katarzyna Suchara – polska wokalistka, nauczycielka śpiewu, animatorka kultury, konferansjerka.

## Życiorys
Jako nastolatka śpiewała w amatorskich zespołach rockowych i jazzowych. Przez rok pobierała prywatne lekcje śpiewu. Absolwentka Wydziału Kompozycji, Interpretacji, Edukacji i Jazzu na kierunku wokalistyka Akademii Muzycznej im. K. Szymanowskiego w Katowicach. Laureatka licznych konkursów wokalnych w tym programu telewizyjnego Szansa na sukces (2004), gdzie wystąpiła w odcinku z udziałem zespołu Gang Marcela i zaśpiewała piosenkę pt. Zaświeciła moja gwiazda. Nadal jest aktywna jako wokalistka oraz prowadzi klasę śpiewu w Młodzieżowym Studium Muzyki Rozrywkowej w Oleśnie i szkoli młodych wokalistów jako instruktor w Miejskim Domu Kultury w Lublińcu. Przez lata pracy w zawodzie nauczyciela śpiewu spod jej ręki wyszło wielu laureatów prestiżowych konkursów wokalnych i absolwentów uczelni muzycznych – m.in. wokalistki, które później założyły zespół Frele. 
Jest współautorką spektakli muzycznych i musicali, takich jak: Lata dwudzieste, lata trzydzieste, Muzyczny kinematograf, W muzycznym kadrze, Mówiłam żartem, Dwie Alicje i magiczna kula wyobraźni czy Klementyna. Była także współautorką projektów edukacyjnych adresowanych do dzieci, tj. Niemiecki na wesoło i Opolskie Dzieci Śpiewają Kolędy, które zostały wydane na płytach.
Udziela się w wielu projektach muzycznych, koncertując w kraju, jak i w innych krajach Europy. Pomysłodawczyni wielu działań kulturalnych w swoim środowisku (m.in. współorganizatorka Młodzieżowego Studium Piosenki i festiwalu Jazz'obranie, gdzie w 2018 roku wystąpiła u boku Adama Sztaby i oleskiego Wind Bandu). Od kilkunastu lat pracuje również jako konferansjerka, prowadząc koncerty i festiwale (m.in. Jazz'obranie).

## Nagrody
- Zdobywczyni Grand Prix w programie Szansa na sukces (2004)[2]

- Nagroda Burmistrza Lublińca, wręczona działaczom kultury za wybitne osiągnięcia dokonane w 2019 roku, dn. 14 września 2020 roku[5]

- Nagroda Burmistrza Lublińca Edwarda Maniury w dziedzinie kultury (wręczono osobiście dn. 21 stycznia 2022 roku)[6]

## Życie prywatne
Od 13 lutego 1993 roku żona basisty Arkadiusza Suchary. Mają dwie córki: Igę i Julię, które również muzykują.